# A Spiderwick krónikák
A Spiderwick krónikák (angolul: The Spiderwick Chronicles) egy angol könyvsorozat. Tony DiTerlizzi és Holly Black öt kötetes műve. A történet három gyerekről szól akik találnak egy könyvet, ami furcsa lényekről szól. Sokat megismernek közülük és sok kalandban vesznek részt. A könyvsorozat kiadása után megjelent a Folytatás című három kötetes sorozat is.

## A sorozat ismertetése

### A manók könyve
Ebben a könyvben megismerkedünk Jared, Simon és Mallory Graceszel akik egy falban motoszkáló lényt próbálnak elkapni és megtalálják a befalazott ételliftet. Jared felhúzza magát a liftben és egy titkos könyvtárat talál. Az asztalon egy papírt lát amin egy versike van:
Abban a törzsben megleled
 Mi a titka az embernek
 Ha igaz vagy hamis ugyanaz
 A hírnevemnek jót tesz az

Csak tovább, egyre fel, még és még
 Barátom, sok szerencsét
Jared felmegy a ház legmagasabb pontjára és egy ládában megtalálja a Manók könyvét. A könyv segítségével Jared megtalálja a falban élő lényt, Nyüsszentyűt, a házimanót.

### A varázskő
Ebben a könyvben eltűnik Simon macskája, majd később Simon is. Jared talál egy lyukas követ amin átnézve látja a koboldokat. Malloryval Simon keresésére indul. Az erdőben találkoznak az óriáskobolddal. Sikerül elmenekülniük előle. Megtalálják Simont a koboldsereg foglyaként. Kiszabadítanak egy manókoboldot Malacvisítet aki manólátást adományoz nekik. A segítségével Simont is kiszabadítják. Elfutnak, és az őket üldöző koboldokat megetetik azóriáskobolddal. Később visszamennek egy griffért.

### Lucinda titka
A gyerekek nem tudják mit kezdjenek a könyvvel, ezért elmennek az elmegyógyintézetbe, ahol a nagynénjüket, Lucinda Spiderwicket látogatják meg. Megtudnak sok dolgot a könyv írójáról Arthur Spiderwickről (Lucinda édesapjáról). Elmennek a tündérekhez, mivel úgy gondolják ott lehet az író. Nem találkoznak vele és, csak nagy nehezen tudnak elszabadulni a tündérektől.

### A Törpekirály fogságában
Mallory vívómeccsén Jared egy rejtélyes, alakváltoztató alakkal találkozik. Mallory eltűnik. A két fiú elindul a keresésére. A nyomok egy bányához vezetnek. Simon megfejt egy betűrejtvényt és bejutnak a törpék bányájába. A törpék elfogják őket. Egyenesen a törpekirály elé viszik mindkettőjüket egy ketrecben. Az őrjüktől sikerül megszökniük és Malloryval együtt elmenekülnek. Amikor kiérnek a bányából meglátják Mulgarathotaz óriást egy koboldsereg élén. Egy ismeretlen foglyot visznek akinek zsák van a fején.

### Mulgarathharagja
A gyerekek visszaérve a házukhoz szörnyű pusztítást találnak. Byron, a griff éppen Malacvisítet üldözi. Rájönnek, hogy Mulgarath foglya nem más, mint az édesanyjuk. Malacvisít segítségével sikerül bejutniuk Mulgarath birodalmába, a szeméttelepre . Ahol sárkányokkal kerülnek szembe. Sikerül feljutniuk Mulgarath szobájába. Megtalálják ott az édesanyjukat és az édesapjukat. Jared felismeri Mulgarathot az alpja testében, ezért Mulgarath foglyul ejti Malloryt és Simont és kitartja őket az ablakon. Jared megkéri Nyüsszentyűt, hogy tekerjen rá egy-egy kötelet testvérei lábára. Ahogy ez megtörténik, felkapja Mallory kardját, mire Mulgarath kidobja Malloryt és Simont az ablakon. A kötél megtartja őket. Jarednek sikerül kilöknie Mulgarathot és minden jóra fordul. Ezután beszélnek Arthur Spiderwickel. Amikor mindent elmondanak a férfi - akit a tündérek varázslata tartott életben 80 évig - hozzáér az emberek járta földhöz, és elporladt. Ezzel ért véget a Grace gyerekek különös kalandja.

## A Folytatás

### A vízitündér dala
Az új részek főszereplői Nick, Laurie, Jules és Cindy. Nick és Laurie találkoznak egy vízitündérrel és összebarátkoznak vele, nem úgy, mint a behemótokkal, akik mindent felégetnek és eltaposnak, ami az útjukba áll. Nagy kalandba keverednek és a Grace gyerekek segítségét kérik. Végül rájönnek, hogyan lehet elpusztítani a behemótokat. Végeznek is eggyel, a történet végén pedig találkoznak a titokzatos behemótvadásszal, Vaksi Jackel

### Behemótveszély
Nick és Laurie leckéket vesznek Vaksi Jacktől, hogyan kell elpusztítani a behemótokat, de végül minden a feje tetejére áll: Vaksi Jack elmegy, Nickék házát pedig felégetik a behemótok. Végül kieszelnek egy tervet arra, hogyan tüntessék el a behemótokat. Bele kell őket csalni a tengerbe. A négy gyerek végrehajtja a tervet, de hazatérve rosszhír várja őket...

### Sárkányfejedelem
A sorozat befejező kötete, mely magyarul még nem jelent meg. A szereplők szembeszállnak a veszedelmes sárkányfejedelemmel.

## Szereplők

### Emberek

#### Jared Grace
Ő a főszereplő, és a könyveket az ő szempontjából írják. Simon ikertestvére, igaz más a személyiségük. Jared bátor, találékony és jó vezető. Néha pajkos, csintalan de általában jók a szándékai. Néha vannak bosszantó gondolatai.

#### Simon Grace
Jared ikertestvére, aki sokkal okosabb testvérénél. Szereti és gondoskodik az állatairól. Még arra is képes, hogy dédelgessen egy griffmadarat.

#### Mallory Grace
Jared és Simon nővére. Nagyon ügyesen vív. Ez a képessége jól jön, amikor védekeznie kell a koboldok ellen. Bár néha morcos, Segít öccseinek a kalandokban.

#### Lucinda Spiderwick
Arthur Spiderwick lánya, és Helen Grace unokatestvére. Kiskorában megtámadták a koboldok, azok akik nem látják a tündéreket, bevitték az elmegyógyintézetbe. Ő csak tündérételt tudott enni egy kegyetlen tréfa miatt, amit a tündérek űztek vele.

#### Arthur Spiderwick
Lucinda Spidervick édesapja, természettudós. Ő készítette el a manóútmutatót. Megpróbálta rászedni a tündéreket, ezért azok fogságba ejtették.

#### Helen Grace
A Grace gyerekek anyja. Sokáig nem hisz nekik, de végül Mulgarath elrabolja őt. A kastélyában őrizgeti, míg végül gyerekei kiszabadítják.

### Teremtmények

#### Mulgarath
Ő egy gonosz, alakváltoztató óriás, aki át akarja venni a hatalmat a világ fölött. Az ötödik könyvben meghal, mert Malacvisít megeszi, miközben madárrá változva, megpróbált elrepülni.

#### Malacvisít
Ő egy kobold, mégpedig egy manókobold. A gyerekek kihullott tejfogaival helyettesíti saját fogait. Kisegíti a gyerekeket, de általában a saját érdekében. A gyerekeket nem a nevükön szólítja, hanem furcsa sértéseket használ.

#### Nyüsszentyű
Ő egy manó, aki a Spiderwick birtokot őrzi. Ha a gazdái felbosszantják, mumussá válik. A gazdának kell ilyenkor kiengesztelnie. Ellopja a gyerekektől a manók könyvét, de a végén már megbízik a gyerekekben.

#### Óriáskobold
Az Óriáskobold a Varázskőben jelenik meg. Fel akarja falni Jaredéket, de Jared az őket követő koboldokat falatja fel vele.

#### Törpekirály
A törpék uralkodója. A Törpekirály fogságábanban elfogja Jaredéret. Mulgarath embere, e a könyv végén legyilkoltatja az egész népével együtt.

#### Sárkány
Testük a kígyóéhoz hasonlít, de van négy lábuk. Olyan gyorsak, mint a villám. Tehéntejen élnek.

#### Kobold
Mulgarath szolgái. Szeretik a tüzet és a füstöt. Fog nélkül születnek, ezért fogaikat üvegszilánkokkal. helyettesítik.

#### Tündér
Emberszerű lények. A tündérek varázslata életben tudja tartani az embereket a végtelenségig, de nem szabad emberjárta területre lépniük, mert porrá válnak. A királynőjük fenséges és eltökélt. Egy tisztáson élnek.

#### Fukka
A majom és a macska kereszteződésére hasonlít, folyamatosan, érthetetlen dolgokat mond, de érdemes odafigyelni, mert segítségünkre lehet.

## A Folytatás szereplői

### Emberek

#### Nicholas (Nick) Vargas
A főszereplő. Édesanyja meghalt, eleinte bátyját és mostohatestvérét utálta, de később megkedvelik egymást. Eleinte butaságnak tartja, hogy valóban léteznek tündérek de később belátja hogy tévedett.

#### Laurie Vargas
Nick és Julies mostohahúga. Szülei elváltak és édesanyjával él. Hisz a tündérekben és imádja a Spiderwick krónikákat.

#### Vaksi Jack
Egy öreg behemót vadász, apja régen Arthur Spiderwick levelezőtársa volt.

#### Julian (Jules) Vargas
Nick bátyja, mindene a szörfözés.

#### Paul Vargas
Nick és Julies apja. Mérnök.

#### Charlene Vargas
Laurie édesanyja.

#### Cindy
Julies barátnője.

### Teremtmények

#### Taola
A kedves, de hirtelenharagú vízitündér Nickék barátja. Lakóhelye a Mangrove lakóparkban elterülő tó. Amikor Nickék nem jöttek el neki segíteni a testvérei keresésében, megsértődött és többé nem látták. Később Vaksi Jack tavában rájuk találnak.

#### Homoktúró
Aranyos, barátságos, de komisz manókobold. Felborítja a kukákat és teledobálja homokkal a kocsikat. Végül Nick és Laurie befogják és a háziállatukká válik.

#### Behemótok
Veszedelmes szörnyetegek. Nagyon buták és hatalmasak. Szalamandrákkal táplálkoznak, amiktől képesek tüzet okádni, és még a Mangrove lakóparkot is felégetik. Sokévente egyszer felébrednek és szörnyű pusztításokat visznek végbe, de mikor alszanak, akkor ártalmatlanok és ebben az állapotban hasonlítanak egy dombra. Ha két behemót egymás mellett ébred fel, akkor halálig verekszenek a területért. Nagy ellenségük Vaksi Jack, aki megkeresi és elpusztítja az alvó behemótokat. Fáj, ha tüzet okádnak, és ezt valójában azért teszik, hogy elpusztítsák a sárkányfejedelem fiókáit.

#### Sárkányfejedelem
Veszedelmes szörnyeteg, melynek ereje pusztítóbb még a behemótokénál is. Ezek az óriások azért keltek fel, hogy elpusztítsák ezt a veszedelmet. Valószínűleg egy hidra.

## Magyarul
- A Spiderwick krónika; ford. Till Tamás; Ciceró, Bp., 2004–2005
  - 1. Manók könyve; 2004
  - 2. A varázskő; 2004
  - 3. Lucinda titka; 2005
  - 4. A Törpekirály fogságában; 2005
  - 5. Mulgarath haragja; 2005
- A Spiderwick krónika. A folytatás; ford. Till Tamás; Ciceró Könyvstúdió, Bp., 2008–2010
  - 1. A vízitündér dala; 2008
  - 2. Behemótveszély; 2008
  - 3. A végső küzdelem; 2010

## A film
A Paramount Pictures és a Nickelodeon Movies mutatta be 2008. február 14-én az amerikai mozikban, és 2008. március 20-án Magyarországon.